# Kiss István (jogász)
Ilméri Kiss István (Ürmény, 1836. augusztus 11. – Óbecse, 1918. május 10.) jogi doktor, joglíceumi tanár.

## Élete
Kiss János és Tóth Terézia nemes szülők fia. A gimnáziumot Pozsonyban, Nyitrán és Pesten végezte; mint a piarista- és később a csornai premontrei rendnek növendéke 1855-56-ban Vácon és 1858-59-ben Keszthelyen gimnáziumi tanár volt. 1860-ban a papságból kilépvén, a pesti egyetemen a jogot hallgatta; ugyanott 1864-ben jogi doktorrá avatták; 1868-69-ben köz- és váltóügyvéd lett. 1871-ben honvédtiszti vizsgát tett és 1876-ig a magyar királyi honvédség szabadságolt állományához tartozott hadnagyi minőségben. 1874-ben a budapesti egyetemen a politikai tudományokból egyetemi magántanári képesítést nyert és az 1874-75. tanév kezdetétől az egri érseki joglíceumon mint jogtanár működött. 1907-ben vonult nyugalomba.
1859-60-ban a Pesti Napló és a Pesti Hirnök munkatársa volt; 1864-ben István bácsival (Májer István) szövetkezve katholikus szellemű nem-politikai lapot szerkesztett Képes Ujság cz. okt. 1-től 1866. jan. 31-ig Heckenast Gusztáv kiadásában; 1865. dec. 5-től 1868. szept. 7-ig Wodianer kiadásában a Magyar Néplapot és saját kiadásában 1868. okt. 4-től dec. 27-ig a Képes Népujságot. 1869-ben Magyar Jegyző c. alatt szaklapot alapított és ezt folytatva Községi Jegyzők Közlönye c. 1871. jan. 1-től Budapesten szerkesztette 1873-ig. Egerben 1881-től 1885 elejéig az Eger c. hetilap szerkesztője volt.
Cikkei a Pesti Naplóban Ilméri névvel (1859-60.), majd -lm- jegygyel (1868-70.) és a Reformban (1870-72); a Honban (1865. K. alájegyzéssel a vármegyék alkotmányos jogkörének visszaállítását sürgette); a Magyar jogászgyűlés Évkönyvében (1888. A törvényhozás által adott felhatalmazás alapján kibocsátott miniszteri rendelet módosítható-e újabb törvényhozási felhatalmazás nélkül c. terjedelmes jogi vélemény.) Az Egyetemes Magyar Encyclopaediának is munkatársa volt I. K. I. jegyek alatt.

## Művei
- Európai nemzetközi jog. Eger, 1876.
- Bevezetés a jog- és államtudományokba. Uo. 1877.
- Magyar közjog. (Magyar államjog). Uo. 1880. (3. kiadás 1886., 4. k. 1888. Uo.)
- A jogtanodákról. Uo. 1880. (Névtelenül.)
- A keleti és a nyugati kérdés. Fejtegeti dr. K. Uo. 1887. (Névtelenül.) A Figyelő szerint a porosz-franczia háború idejében megjelent Egy magyar politikus cz. figyelmet keltő röpiratnak is ő a szerzője. K. ezen röpirat czímére nem emlékszik, de azt tudatja velem, hogy azon a szerző neve van így jelezve: Egy magyar politikus.

Szerkesztette még az említett hírlapokon kívül a Pesti Hirnököt 1860. szept. 12-től decz. 5-ig; az Egyveleg c. lapot 1862. január 5-től március 30-ig 13 számot; a Sárkányt 1866-ban ápr. 9-ig; a Hétfejű Sárkányt 1866. okt. 7-től 1867. márcz. 31-ig; a Községek Ujságát 1870. jan. 2-től (időközben szünetelt), azután júl. 2-től Községi Kör-Jegyzők Közlönye c. társlappal együtt Budapesten.